# Chilien (cheval)
Pour les articles homonymes, voir Chilien.
Le cheval chilien (espagnol : Caballo de Pura Raza Chilena) ou Corralero chilien est une race de chevaux de selle originaire du Chili, presque inconnue en dehors de l'Amérique du Sud. Ses origines remontent aux chevaux espagnols embarqués par les colons en partance vers le Nouveau Monde. Le cheval chilien est la plus vieille race chevaline enregistrée en Amérique du Sud. Il est résistant à la douleur, présente une grande immunité aux maladies, et un taux remarquable de récupération. Sous le gouvernement du président Sebastián Piñera Echenique, la race a été déclarée patrimoine national chilien,.

## Histoire

### Période de colonisation

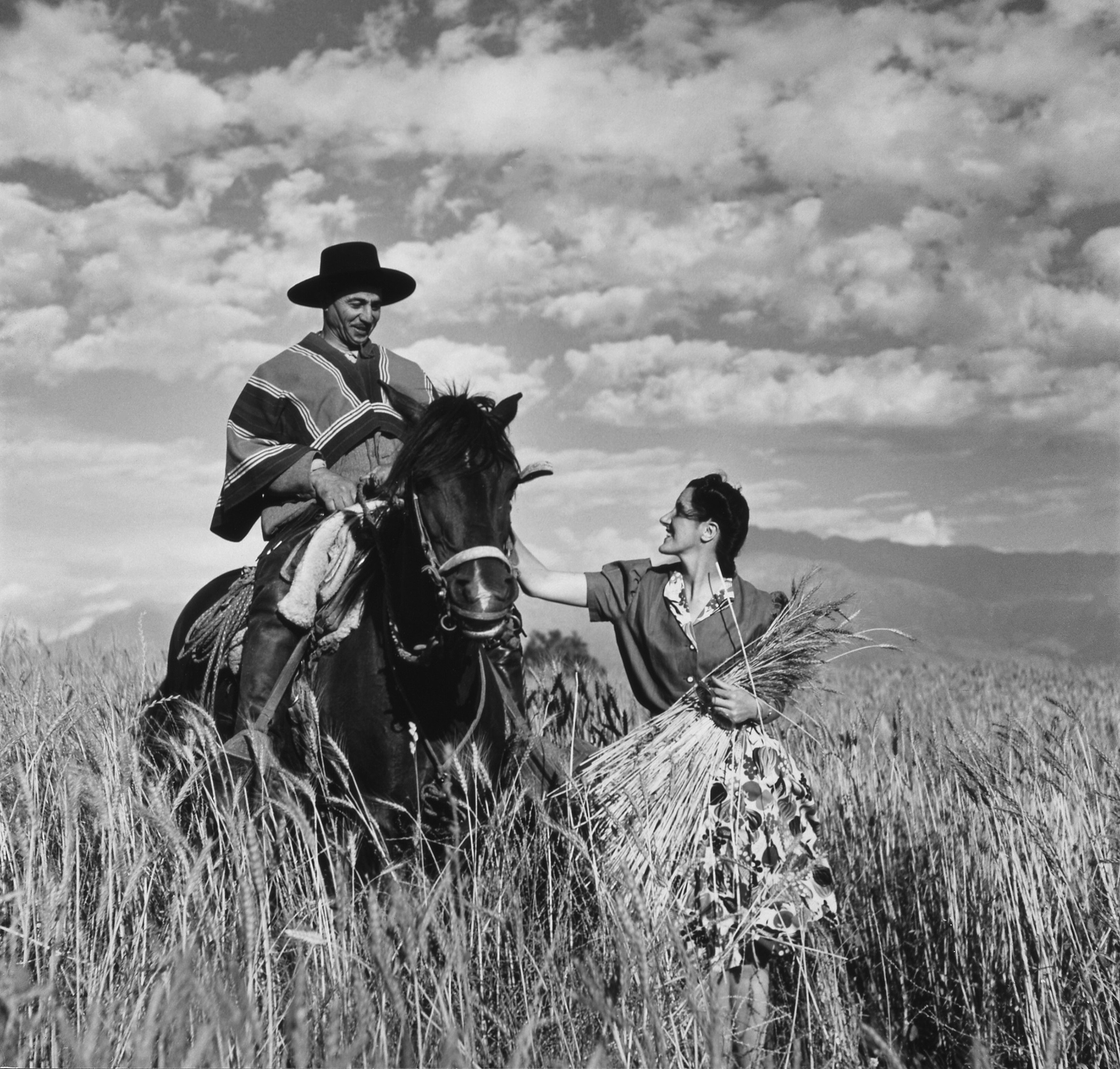
Un Huaso dans un champ chilien, 1940.

La généalogie du cheval chilien remonte au gouvernorat de Nouvelle-Castille (Pérou). La plupart des chevaux sont venus des vallées fertiles de Charcas (aujourd'hui Sucre, en Bolivie), mais quelques-uns des plus beaux étalons ont été sélectionnées dans tout le royaume. La race a probablement commencé sa diffusion vers 1544, lorsque le premier éleveur de chevaux Chilien, le Père Rodrigo González Marmolejo, débute un élevage d'équidés dans ce qui est alors connu sous le nom Nouvelle Tolède (en), en mettant l'accent sur la qualité. Au tournant du XVIe siècle, les Mapuches deviennent des cavaliers émérites et détiennent un nombre croissant de chevaux formés comme montures de guerre. Au XVIIe siècle, le Chili a des types très définis de chevaux de parades, chevaux d'allures et trotteurs. Le pays est réputé pour avoir les meilleurs chevaux d'Amérique du Sud.
Les chevaux chiliens sont sélectionnés sur leur dextérité latérale, leur courage pour affronter et cerner les bovins, et leur tempérament égal qui permet un degré élevé d'entraînement tout en conservant l'énergie nécessaire aux travaux d'une longue journée. Au XVIIIe siècle, les captures annuelles prévues par le décret de 1557 prennent des dimensions énormes. Les enclos qui reçoivent du bétail parqué depuis le terrain montagneux doivent avoir une capacité de pas moins de 7000 têtes. Le tri du bétail par le propriétaire et l'utilisation prévue, couplés aux exigences de la castration et du marquage au fer, conduit à pousser les bêtes dans d'étroits corridors pour les trier. C'est l'origine du rodéo chilien, exercé dans une arène en forme de croissant connue sous le nom de medialuna (arène en demi-lune).

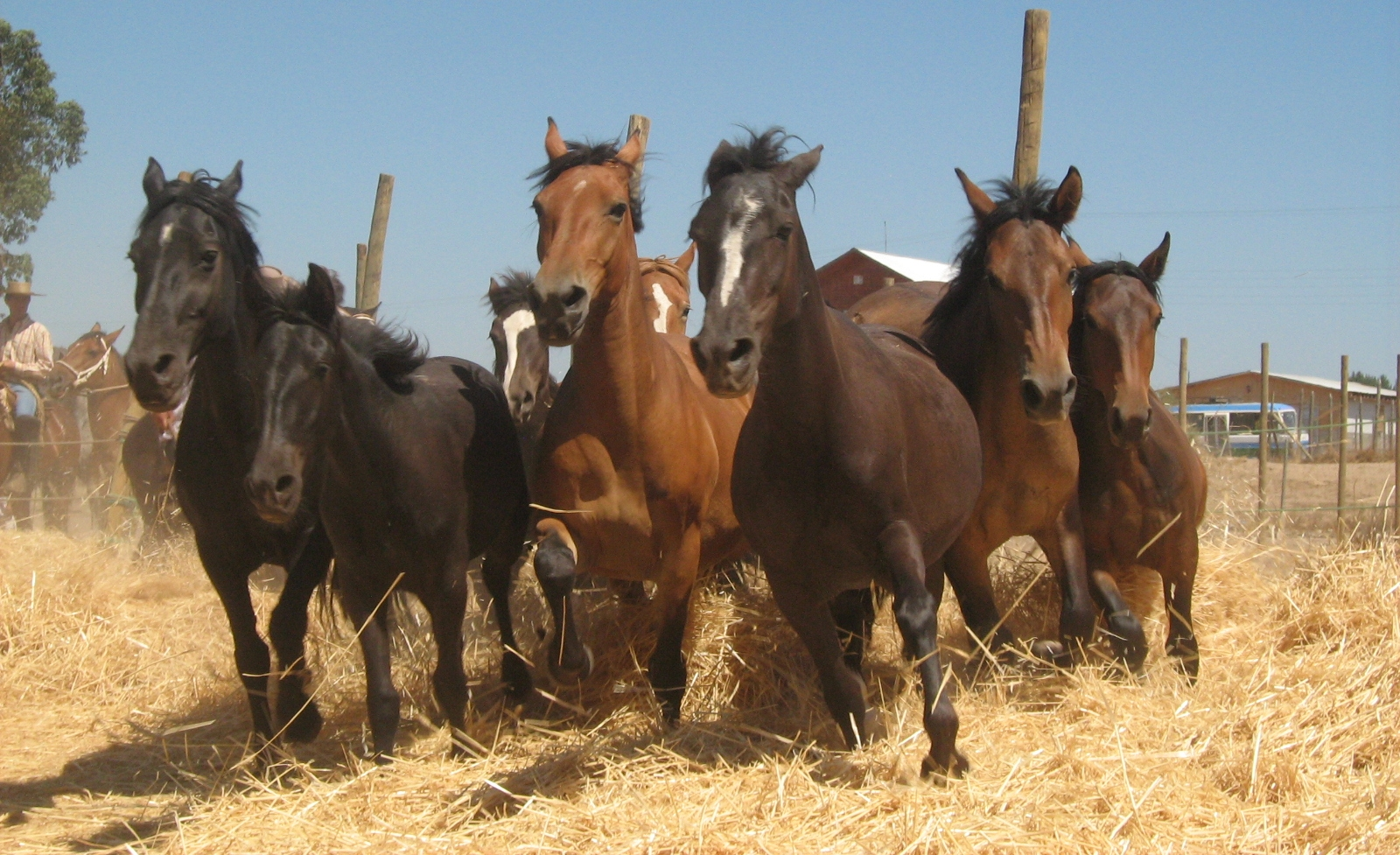
Battage du blé avec des chevaux chiliens

La région cultivant de plus en plus blé, au cours de cette période, il devient nécessaire de sélectionner des groupes de juments qui pratiquent le battage par équipes d'entre 50 et 100 animaux. Ces juments effectuent une tâche exigeante qui demande une énergie importante et un pied sûr. Tout animal qui trébuche ou qui glisse sur les genoux est envoyé à l'abattoir. Dans un enclos circulaire, avec le blé jusqu'aux genoux, ces juments sont censées se déplacer de leur plein gré. Ces juments deviennent les mères des meilleurs Corraleros (chevaux de rodéo) de l'époque. À la fin du XVIIIe siècle, les principales fermes d'élevage, Catemu, Quilimuta et Alhue, tiennent des registres ordonnés de la généalogie des chevaux spécialisés qu'ils élèvent.

« Les Chiliens ont grand soin de conserver la race de leurs chevaux pure, et ne permettent point le mélange. Pendant l'hiver, presque tous les chevaux sont au pâturage dans les vallées des Andes, d'où ils retournent au printemps, bien engraissés et vigoureux. Lorsque les habitans dressent leurs poulains, ce qui se fait pour l'ordinaire à l'âge de trois ans, ils commencent par leur entailler le muscle supérieur de la queue, pour en empêcher le mouvement : cette opération se nomme Casliga. »

— Juan Ignacio Molina et Gruvel, Essai sur l'histoire naturelle du Chili (1789)

### Période de la république chilienne
« Le cheval chilien est issu de la race andalouse. Il n'est pas d'une stature remarquable, mais il est nerveux et rempli de feu, d'agilité, d'audace, de force et de noblesse. Il est d'une sobriété extraordinaire et peut-être le seul cheval du monde qui puisse résister à de longues fatigues, avec le peu de soins qu'on lui donne. »

— Vicente Pérez Rosales, Essai sur le Chili (1857)
Tout au long du XIXe siècle, l'indépendance du Chili par rapport à l'Espagne entraîne une nette préférence pour les chevaux de travail du bétail ou de bataille. Les équidés qui ont toujours dominé dans le cheptel du pays deviennent la race la plus prestigieuse qui puisse représenter la jeune république du Chili. Sur cette période, le Chili a ses éleveurs parmi les plus influents. Ils définissent plus précisément les caractéristiques du cheval chilien, ainsi que l'introduction d'une plus grande sélection sur la vitesse, correspondant à des courses sur des distances de sprint. Ce sport devient populaire dans tout le pays. La fin du XIXe siècle entraîné un déclin de la taille des propriétés agricoles, l'utilisation de machines réduit la nécessité de posséder des juments dépiqueuses, les chemins de fer et les automobiles limitent l'utilisation du cheval comme moyen de transport et la croissance d'autres races spécialisées entraîne le remplacement du cheval chilien pour la traction, le transport et les courses. Seule la popularité du rodéo chilien permet à la race de survivre.
Le cheval chilien est avant 1850 enregistré dans un livre de race fermé, en raison de l'absence de races européennes dans ce pays qui est convaincu de posséder les meilleurs chevaux d'Amérique du Sud. L'isolement qui résulte de la définition géographique de ses frontières rend les importations difficiles. Lorsque le transport moderne rend de nouvelles races plus accessible, le Chili est l'un des derniers lieux d'Amérique du Sud à les voir arriver. Même ainsi, les montagnes, les crêtes et les vallées au cours d'une sur une longueur de plus de 4 300 km assure longtemps que la pureté des nombreux chevaux chiliens est restée intacte. Les éleveurs traditionnels ont contribué également à ne pas succomber à la tentation des croisements chez la race. La période critique qui a popularisé l'utilisation d'autres races a été raccourcie d'autant plus lorsque le Chili est devenu le premier pays à inscrire sa race nationale, par la popularisation d'un sport où aucune autre race ne peut être l'égale du cheval chilien.
Depuis le début du XXe siècle, le rodéo est devenu de plus en plus organisé. Pendant ce temps, les qualités requises pour exceller dans ce sport ont été de plus en plus recherchées dans l'élevage du cheval chilien. Rien n'a davantage assuré la pureté de cette race que sa spécialisation dans un sport pour lequel il a été exclusivement choisi depuis plus de 150 ans.
À ce jour, la vitesse plutôt que l'endurance est le critère par lequel les huasos (cow-boys du Chili) éprouvent la valeur de leurs chevaux. Bien que le registre ait été créé dans le but de protéger un « trésor national » mis en danger par les croisements américains et européens, le cheval chilien a derrière lui plus d'un siècle de sélection selon des critères spécifiques.

## Description
D'après la base de données DAD-IS, il toise de 1,38 m à 1,40 m, pour 425 à 450 kg. Comme beaucoup d'autres races indigènes de l'Amérique latine, le cheval chilien est extrêmement robuste. Il a un seuil de résistance élevé à la douleur, une grande immunité aux maladies et un taux remarquable de récupération. Leurs sabots sont solides et leur épaisseur de pelage les rend bien adaptés aux alternances de temps froid et sec et de temps chaud. La race a un tempérament très docile et fait un cheval très alerte avec une grande capacité de travail.

### Robes
Plusieurs robes sont possibles, en particulier le bai, le noir, l'alezan, le gris et les robes avec des gènes de dilution de premier niveau, y compris palomino, bai dun et noir réglisse.

### Sélection
Le cheval chilien n'est pas seulement la plus ancienne race de chevaux des Amériques, c'est aussi la seule race de travail pour laquelle un registre généalogique est maintenu fermé depuis sa création.

## Utilisations
La race est désormais surtout employée en équitation de travail avec le bétail, et pour le rodéo chilien. Au Chili, pendant les rodéos, les cavaliers font marcher leurs chevaux autour de l'arène en croissant et un juge choisit le cheval qui présente la plus grande pureté de race.

## Diffusion de l'élevage
DAD-IS indique le Caballo de Pura Raza Chilena comme n'étant pas menacé d'extinction.